# Frank Kleinfeld
Frank Kleinfeld  (* 19. September 1942 in Königsberg ) ist ein deutscher Arzt und Entomologe, dessen Forschungs- und Sammlungsschwerpunkte auf dem Tribus Carabini sowie der Subfamilia Anthiinae (Insecta, Coleoptera) liegt.

## Werdegang
Nach dem Abitur, dem Studium der Medizin an der Georg-August-Universität Göttingen sowie der Philipps-Universität Marburg und Promotion an der Universität Göttingen arbeitete er nach seiner Weiterbildung ab 1975 als Arzt für Unfallchirurgie. Seit 1983 bis zu seinem Ruhestand im September 2006 war er Chefarzt der Chirurgischen Klinik II des Klinikums Fürth. Schwerpunkt seiner Tätigkeit war neben der endoskopischen Kniechirurgie die Endoprothetik von Hüft- und Kniegelenk. Daneben hat er eine Reihe von Doktoranden betreut,  veröffentlichte aus seinem Arbeitsgebiet eine Reihe einschlägiger fachwissenschaftlicher Beiträge und war bei zahlreichen ärztlichen Fortbildungsveranstaltungen engagiert. 1984 gründete er das bis heute im Jahresrhythmus stattfindende „Mittelfränkische traumatologische Kolloquium“.
Schon als Schüler zeigte er großes Interesse an der Welt der Käfer und begann in seinem 14. Lebensjahr eine Sammlung aufzubauen, später mit Schwerpunkt des Tribus Carabini (Carabus, Cychrus und Calosoma) und der Cicindeliden (Insecta, Coleoptera). Mehrere Reisen nach Nepal und China bereicherten nicht nur seine Sammlung, sondern führten auch zu einer Reihe von Neubeschreibungen und zur bislang einzigen Monographie des Subgenus Apotomopterus. Zusammen mit Helmut Schütze, Gleichen arbeitete er daran, historische Fundorte aus Veröffentlichungen zu vielen Carabusarten aus dem 19. und frühen 20. Jahrhundert durch das Studium von Reiseberichten und Itinerarien früher Reisender zu identifizieren. Diese Recherchen schlugen sich in drei gemeinsamen Publikationen nieder. Darüber hinaus richtete Kleinfeld sein Interesse auf die Unterfamilie Anthiinae, über die er einen monographischen Bildatlas veröffentlichte.
Frank Kleinfeld wohnt in Fürth.
Kleinfelds Sammlungen gehen an die Zoologische Staatssammlung München (ZSM).

## Veröffentlichungen (Auswahl)

### Medizinische Publikationen
- Zur Behandlung der Flexionsfrakturen am distalen Radius. In: Aktuelle Traumatologie. Band 12, 1982, S. 205–209.
- Ergebnisse tierexperimenteller Untersuchungen mit Coriumstreifentransplantaten. In: Hefte z. Unfallheilkunde. Band 158, 1982, S. 87–89.
- mit W. Erdweg: Zur Behandlung von Frakturen der Halswirbelsäule mit dem Halo-Fixateur externe. In: Hefte zur Unfallheilkunde. Band 163, 1984, S. 172–173.
- Höhenkrankheit. In: H. Feiereis: Internistische Pharmakotherapie. Marseille Verlag, München 1985.
- mit W. Erdweg: Der Unfallverletzte, Diagnostik und Therapie in der Frühphase. 2. Auflage. Hippokrates Verlag, 1988, ISBN 3-7773-0868-4.
- Erfahrungen und praktisches Vorgehen beim Aufbau eines Qualitätsmanagement-Systems im Krankenhaus. In: Der Unfallchirurg. Band 103, Nr. 6, 2000, S. 515–518.

### Publikationen zur Entomologie
- Revision der Carabusformen der Subgenera Deroplectes Reitter und Plesius Semenov. In: Coleoptera, Schwanfelder Coleopterologische Mitteilungen. Heft 17, 1996, S. 1–44.
- Revision des Subgenus Isiocarabus Reitter, 1896 der Gattung Carabus Linné 1758. In: Entomologica Basiliensia. Band 23, S. 99–151.
- mit H. Schütze: Vorläufige Revision des Carabus (Apotomopterus) davidis Deyrolle & Fairmaire 1878. In: Lambillionea. Band CI, Nr. 2, Juni 2001, S. 233–242.
- mit H. Schütze: Die Caraben Kaukasiens mit einem besonders ausführlichen Fundorteverzeichnis. Taxa, Systematik, Bibliographie. Eigenverlag, 2001, ISBN 3-00-008185-2.
- Zur Stammesgeschichte der Carabidae (Erläuterungen und Ergänzungen zu aktuellen molekular-phylogenetischen Untersuchungen bei Carabidae). In: galathea. Band 18, Nr. 3, 2002, S. 117–127 – Berichte des Kreises Nürnberger Entomologen
- mit H. Schütze: Die Caraben Chinas. Systematik, Taxa, Bibliographie. Lexikon aller literaturbekannten Fundorte. In: Delta-Druck+Verlag Peks. Schwanfeld  2002, ISSN 0945-1889
- mit A. Puchner: Das Subgenus Acathaicus des Genus Carabus und seine Taxa. In: Lambillionea. Band CIX, Nr. 2, 2009, S. 146–154.
- mit H. Schütze: Carabusformen Zentral-Asiens und Sibiriens. Taxa, Systematik, Biibliographie, Fundorte-Lexikon. 3., völlig neu bearbeitete Auflage. Eigenverlag, 2013, ISBN 978-3-00-043134-0.
- Überlegungen zum typischen Fundort von C. (Pseudocoptolabrus) taliensis taliensis Fairmaire, 1886 sowie taxonomische Bemerkungen zu C. (Apotomopterus) medea Kleinfeld, 1999. In: Lambillionea. Band CXIV, Nr. 1, 2014, S. 43–53.
- mit I. Rapuzzi: Die Carabus-Fauna im Nahen Osten. 2. Auflage. Eigenverlag, Fürth/Prepotto 2019, ISBN 978-3-00-054023-3, S. 108.
- Anthiinae monographischer Bildatlas der Anthiini und Cypholobini. Unter Mitarbeit von Alfred Puchner. 4. Auflage. Eigenverlag, 2019, ISBN 978-3-00-056159-7, S. 318.
- Apotomopterus. Monographische Übersicht über das Subgenus Apotomopterus Hope, 1838, des Genus Carabus Linnée, 1758. 4. Auflage. Eigenverlag, 2019, ISBN 978-3-00-029861-5, S. 308.

## Auszeichnungen
- 1989: Urkunde für Verdienste um den Umweltschutz vom Bayerischen Staatsministerium für Landesentwicklung und Umweltfragen